# 슈퍼앱
슈퍼앱(영어: super app 또는 superapp)은 결제 및 금융 거래 처리를 포함한 여러 서비스를 제공할 수 있는 모바일 또는 웹 애플리케이션으로, 사실상 개인과 영리를 추구하는 삶의 모든 양상을 포괄하는 자체 탑체 상거래 및 통신 온라인 플랫폼이다. 중국의 Alipay, Tencent의 WeChat, 동남아시아의 Grab이 두드러진 예이다.

## 역사
슈퍼앱이라는 용어는 최초 위챗(영어:WeChat)을 설명하기 위하여 사용되었으며, 이 위챗은 주로 중국의 12억 인구가 널리 사용한 응용프로그램이다. 위챗을 슈퍼앱이라고 인식하게 된 것은 하나의 응용프로그램 내에 메시징, 결재, 전자상거래와 그 밖의 몇 가지 응용프로그램을 결합하여 많은 사람에게 필수적인 프로그램이 되면서부터이다. 위챗이 슈퍼앱의 모델이 되면서 메타(영어: Meta, (구, 페이스북))와 같은 기업들이 중국 밖에서 유사한 응용프로그램을 개발하게 되었다.
인도에서는 타타 그룹이 Tata Neu라는 이름의 슈퍼앱을 개발중이라고 발표하였다.

## 같이 보기
- 클로즈드 플랫폼